# Bob ai XX Giochi olimpici invernali - Bob a quattro maschile
Nel bob ai XX Giochi olimpici invernali la gara del bob a quattro maschile si è disputata nelle giornate del 24 e 26 febbraio 2006 nella località di Cesana Torinese, sulla pista Cesana Pariol.

## Record
I record della pista erano i seguenti:
| Tipo   | Data            | Squadra                                                       | Tempo |
| ------ | --------------- | ------------------------------------------------------------- | ----- |
| Spinta | 23 gennaio 2005 | Svizzera Martin Annen / Andi Gees / Beat Hefti / Cédric Grand | 4"68  |
| Pista  | 23 gennaio 2005 | Svizzera Martin Annen / Andi Gees / Beat Hefti / Cédric Grand | 55"54 |

## Squadre qualificate
Potevano prendere parte alla gara i migliori 20 piloti classificati al termine della stagione 2005/06 di Coppa del Mondo, i migliori 4 della Coppa Europa e i migliori 2 della North-American Cup.
Ogni Comitato Olimpico Nazionale poteva schierare al massimo due equipaggi mentre la nazione ospitante aveva il diritto di schierarne almeno uno.
In accordo con quanto indicato, la FIBT annunciò la qualificazione alla gara delle seguenti compagini:
2 equipaggi:  Canada,  Germania,  Italia,  Lettonia,  Russia,  Svizzera ,  Stati Uniti
1 equipaggio:  Austria,  Brasile,  Croazia,  Rep. Ceca,  Francia,  Regno Unito,  Ungheria,  Paesi Bassi,  Nuova Zelanda,  Polonia,  Romania,   Slovacchia

## Classifica di gara[1]
| Pos. | Num. | Nazione         | Atleti                                                                     | 1ª manche  | 2ª manche  | 3ª manche  | 4ª manche  | Totale  | Distacco |
| ---- | ---- | --------------- | -------------------------------------------------------------------------- | ---------- | ---------- | ---------- | ---------- | ------- | -------- |
|      | 8    | Germania-1      | André Lange René Hoppe Kevin Kuske Martin Putze                            | 55"20      | 55"30      | 54"80 (TR) | 55"12      | 3'40"42 |          |
|      | 6    | Russia-1        | Aleksandr Zubkov Filipp Egorov Aleksej Selivërstov Aleksej Voevoda         | 55"22      | 55"45      | 54"87      | 55"01      | 3'40"55 | +0"13    |
|      | 9    | Svizzera-1      | Martin Annen Thomas Lamparter Beat Hefti Cédric Grand                      | 55"26 4"70 | 55"37 4"70 | 55"00 4"69 | 55"20 4"69 | 3'40"83 | +0"41    |
| 4    | 2    | Canada-1        | Pierre Lueders Ken Kotyk Morgan Alexander Lascelles Brown                  | 55"34      | 55"43      | 54"95      | 55"20      | 3'40"92 | +0"50    |
| 5    | 10   | Germania-2      | René Spies Christoph Heyder Enrico Kühn Alex Metzger                       | 55"47      | 55"48      | 54"91      | 55"18      | 3'41"04 | +0"62    |
| 6    | 4    | Stati Uniti-2   | Steven Holcomb Curtis Tomasevicz Bill Schuffenhauer Lorenzo Smith III      | 55"46      | 55"50      | 55"14      | 55"26      | 3'41"36 | +0"94    |
| 7    | 1    | Stati Uniti-1   | Todd Hays Pavle Jovanovic Steve Mesler Brock Kreitzburg                    | 55"43      | 55"56      | 55"04      | 55"41      | 3'41"44 | +1"02    |
| 8    | 5    | Svizzera-2      | Ivo Rüegg Andi Gees Roman Handschin Christian Aebli                        | 55"65      | 55"63      | 55"22      | 55"30      | 3'41"80 | +1"38    |
| 9    | 7    | Russia-2        | Evgenij Popov Sergej Golubev Pëtr Makarčuk Dmitrij Stëpuškin               | 55"87      | 55"57      | 55"16      | 55"33      | 3'41"93 | +1"51    |
| 10   | 16   | Lettonia-1      | Jānis Miņins Daumants Dreiškens Mārcis Rullis Jānis Ozols                  | 55"88      | 55"69      | 55"51      | 55"51      | 3'42"59 | +2"17    |
| 11   | 18   | Italia-2        | Fabrizio Tosini Luca Ottolino Antonio de Sanctis Giorgio Morbidelli        | 55"80      | 55"73      | 55"57      | 55"51      | 3'42"61 | +2"19    |
| 12   | 3    | Italia-1        | Simone Bertazzo Samuele Romanini Matteo Torchio Omar Sacco                 | 55"63      | 56"13      | 55"46      | 55"62      | 3'42"84 | +2"42    |
| 13   | 22   | Austria-1       | Wolfgang Stampfer Klaus Seelos Jürgen Loacker Hans Peter Welz              | 55"77      | 55"83      | 55"73      | 55"53      | 3'42"86 | +2"44    |
| 14   | 15   | Rep. Ceca-1     | Ivo Danilevič Radek Řechka Roman Gomola Jan Kobián                         | 55"92      | 55"83      | 55"66      | 55"56      | 3'46"97 | +2"55    |
| 15   | 11   | Polonia-1       | Dawid Kupczyk Michal Zblewski Mariusz Latkowski Marcin Placheta            | 55"89      | 55"79      | 55"85      | 55"49      | 3'43"02 | +2"60    |
| 16   | 12   | Paesi Bassi-1   | Arend Glas Vincent Kortbeek Sybren Jansma Arno Klaassen                    | 55"82      | 56"08      | 55"78      | 55"51      | 3'43"19 | +2"77    |
| 17   | 13   | Gran Bretagna-1 | Lee Johnston Martin Wright Karl Johnston Dan Humphries                     | 56"06      | 56"07      | 55"93      | 55"32      | 3'43"38 | +2"96    |
| 18   | 20   | Canada-2        | Serge Despres Nathan Cunningham Steve Larsen David Bissett                 | 56"10      | 56"15      | 55"69      | 55"58      | 3'43"52 | +3"10    |
| 19   | 21   | Francia-1       | Bruno Mingeon Christophe Fouquet Pierre-Alain Menneron Alexandre Vanhoutte | 56"09      | 56"08      | 55"87      | 55"71      | 3'43"75 | +3"33    |
| 20   | 14   | Slovacchia-1    | Milan Jagnešák Viktor Rajek Andrej Benda Robert Krestanko                  | 56"29      | 56"13      | 56"26      | 55"98      | 3'44"66 | +4"24    |
| 21   | 23   | Lettonia-2      | Mihails Arhipovs Intars Dīcmanis Māris Bogdanovs Reinis Rozītis            | 56"34      | 56"54      | 56"13      |            | 2'50"35 |          |
| 22   | 17   | Romania-1       | Nicolae Istrate Adrian Duminicel Gabriel Popa Ioan Danut Dovalciuc         | 56"61      | 56"70      | 56"41      |            | 2'50"58 |          |
| 23   | 19   | Croazia-1       | Ivan Šola Slaven Krajačić Alek Osmanović Jurica Grabušić Dejan Vojnović    | 56"67      | 56"57      | 56"51      |            | 2'50"86 |          |
| 24   | 25   | Ungheria-1      | Marton Gyulai Zsolt Kürtösi Tamás Margl Bertalan Pinter                    | 56"99      | 56"73      | 56"45      |            | 2'51"37 |          |
| 25   | 24   | Brasile-1       | Ricardo Raschini Marcio Silva Claudinei Quirino Edson Bindilatti           | 1'00"31    | 58"51      | 1'00"12    |            | 2'51"74 |          |
| -    | 26   | Nuova Zelanda-1 | Alan Henderson Aaron Orangi Steve Harrison Matthew Dallow                  | DNS        |            |            |            |         |          |

Data: venerdì 24 febbraio 2006

Ora locale 1ª manche: 17:30

Ora locale 2ª manche: 19:20

Data: sabato 25 febbraio 2006

Ora locale 3ª manche: 17:30

Ora locale 4ª manche: 19:20

Pista: Cesana Pariol

Legenda:
- in grassetto: migliori tempi di manche
- in corsivo grassetto: migliori tempi di spinta
- SR = record di spinta (start record)
- TR = record del tracciato (track record)
- DNS = non partiti (did not start)
- DNF = prova non completata (did not finish)
- DSQ = squalificati (disqualified)
- Pos. = posizione
- Num. = numero di gara (ordine di partenza nella 1ª manche)